# Rosa Soler i Bofill
Rosa Soler i Bofill   (Figueres, 1896 - Figueres, 1983) fou una caricaturista catalana.
Filla de Joan Soler Albreda, enginyer, mestre rellotger, l'any 1898 va construir e  instal·lar l'emblemàtic rellotge de la Rambla de Figueres, i d'Enriqueta Bofill i Dalmau, de família republicana, el seu avi fou en Joan Maria Bofill i Roig, doctor en ciències físiques, alcalde de Figueres, catalanista i d'esquerres, compositor, periodista, catedràtic de l'institut Ramon Muntaner, anticlerical, lliure-pensador, exercí de secretari dels dos presidents de la Primera República, Estanislau Figueras i Pi i Margall. Fou diputat a Corts i mentor del polític i home de lletres Josep Puig Pujades.
Els Bofill-Soler es van dedicar al suro. La mare, en quedar viuda molt jove, l'any 1904, va ser probablement la primera dona en el sector, i més tard, van ser agents de la casa Ford a Figueres, situada als baixos del seu domicili a la plaça de Palmera o de Pi i Margall. Rosa era la petita de cinc germans. Va assistir a les classes de dibuix de Juan Núñez, professor de Salvador Dalí, qui, vist el seu talent, va recomanar que anés a París, però la mare viuda no es va veure amb cor de deixar-la partir a l'aventura. Els Bofill-Soler i els Dalí eren veïns a Figueres i van mantenir sempre una bona amistat.
Al 1920 signava les seves caricatures amb el pseudònim de "Pep" a la premsa de Figueres. Cap el 1924, es va casar amb Ramón Bassols i Bassols (Olot 1895-1984) i degut a la Guerra Civil va haver de deixar la caricatura. Van tenir dues filles,Isabel, que va fer esmalt a l' Escola Massana, gràcies a l'ajut econòmic del fou més tard el seu padrí de noces Rafael Llimona, i Maria Rosa, dita la Menuda. El 1939, el seu germà Eudald Soler i Bofill, militant d’ Esquerra Republicana de Catalunya, Tinent d'Alcalde a Figueres durant el període republicà, va ser acusat pels tribunals franquistes de ser un dels promotors del  Frente Popular i de participar en tots els actes en reconeixement de les Brigades Internacionals i  sentenciat a una pèrdua total dels béns, inhabilitació perpètua i desterrament a Àfrica al llarg de quinze anys, però va aconseguir passar a França.
Part de la família va marxar a Perpinyà, on ja s'hi havia refugiat la seva germana Angelita, professora de piano i casada amb el violoncel·lista Ricard Pichot Gironès, però la Rosita, el seu "homu", com deien a Cadaqués, i les nenes, en quedar destruïda la seva casa pels bombardejos dels feixistes italians, van marxar a Cadaqués a cuidar de la casa dels Pichot. Anna Maria Dalí va ajudar a salvar la vida de Ramón Bassols durant la guerra.Un cop acabada, la família es va traslladar a Barcelona on va sobreviure com va poder, la Rosa muntant aparadors per botigues, com la de teixits Santa Eulàlia i van acabar obrint un petit saló de té.
El setembre de 1920, el setmanari Alt Empordà li va dedicar el seu suplement Fulla Artística de l'Alt Empordà i va documentar tres dels seus dibuixos adjudicant als seus personatges un estil empordanès i la bondat de les seves figures: "La Rambla", "Els Concertistes" (Ricard Pichot al violoncel, Lluís Pichot al violí i Angelita Soler al piano) i "Dormitori de la casa Soler".